# وادي كولكا

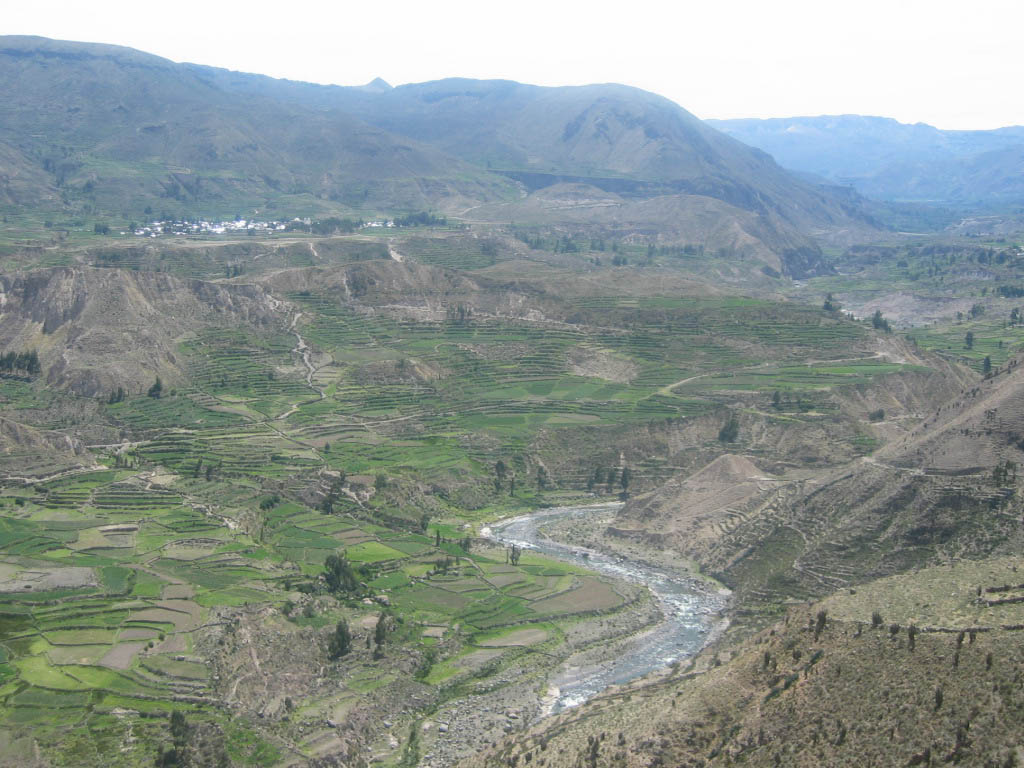
منظر سماويّ لأخدود كولكا.

وادي كولكا هو أخدود نهر كولكا الواقع في جنوب دولة البيرو بأمريكا الجنوبية. تعد المنطقة ثالث أكثر المواقع السياحية زيارة في البيرو، إذ يبلغ عدد زوَّارها سنوياً 160,000 شخص، ويقع الأخدود على مسافة 160 كيلومتراً شمال غرب مدينة أريكويبا. يعادل عُمقه أكثر من ضعفي عمق الوادي العظيم في الولايات المتحدة الأمريكية إذ يبلغ 4,160 متراً، ممَّا يجعله أعمق أودية وأخاديد العالم على الإطلاق. لكن مع ذلك فجدرانه ليست عموديَّة تماماً كما هي الحال في الوادي العظيم، مما يجعله أقلَّ وضوحاً وبهاءً. يقع أخدود كولكا ضمن منطقة جبال الأنديز، وتنتشر في أنحائه بلدات أسِّست في أيام الاستعمار الإسباني، ولا زالت تسكنها حتى الآن بعض شعوب الكولاغوا والكابانا، وهي من بقايا السكَّان الأصليِّين، الذين لا زالوا محتفظين بتقاليدهم وطرق عيشهم القديمة.

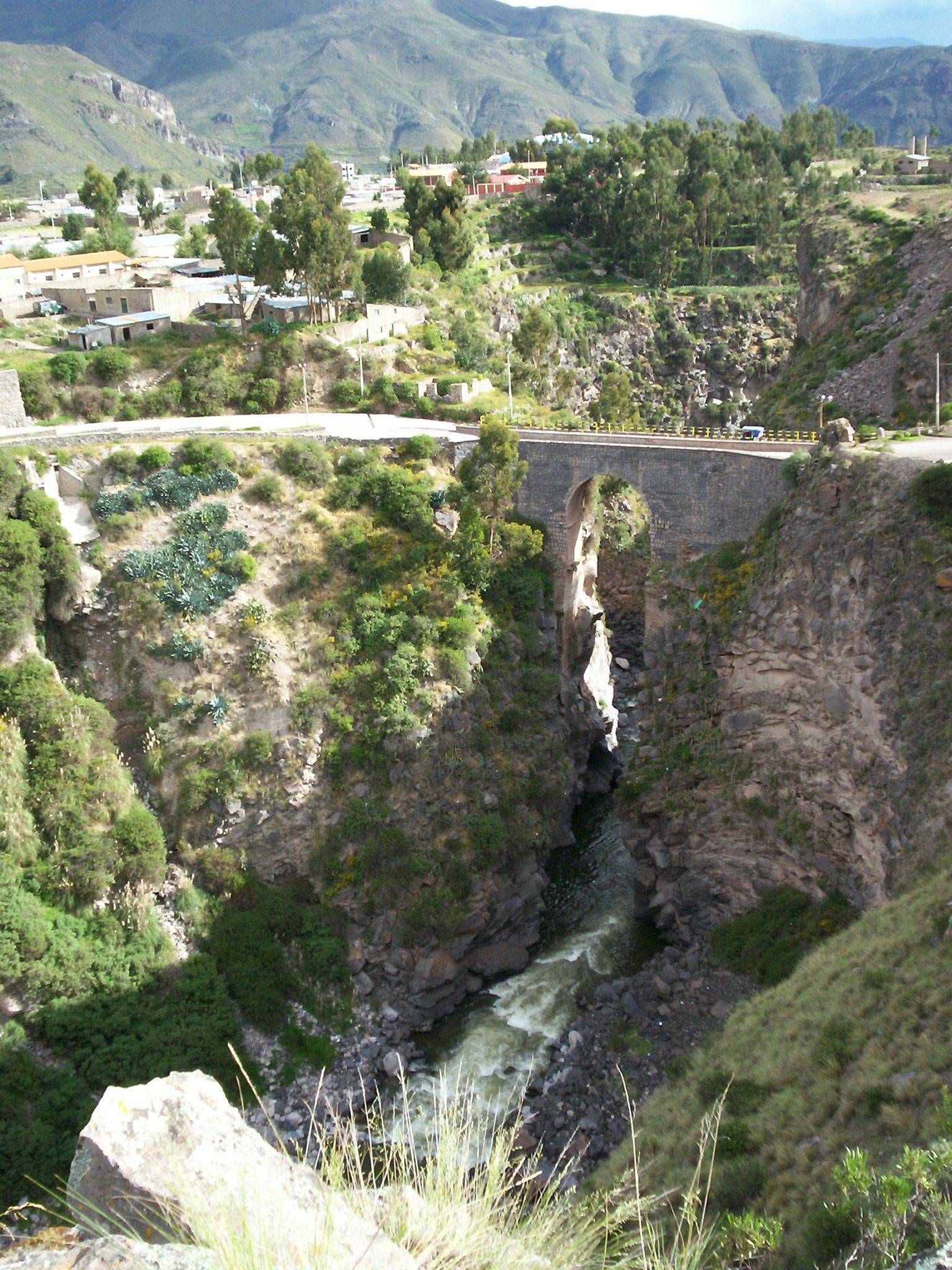
جسر الإنكا ببلدة تشيفي، التي تقع في وسط وادي كولكا.

## الجغرافيا
ينبع نهر كولكا من أعالي جبال الأنديز قرب قمَّة «كوندوروما كوروسيرو ألتو» (بالبرتغالية: Condorama Crucero Alto)، ثم يقطع وادي كولكا و«سهول ماجيس»، حتى يبلغ في النهاية المحيط الهادئ ويصبَّ فيه قرب بلدة تسمَّى «كامانا». ينقسم الوادي حسب عرف السكان المحليِّين إلى قسمين، هما وادي كولكا الذي يبدأ بمقاطعة كلاَّلي (بالإنجليزية: Callalli) وينتهي ببينكولو (بالإنجليزية: Pinchollo)، وأما الجزء الثاني الذي يمتدُّ من منطقة بينكولو وحتى نهاية الوادي عند مقاطعة هوامبو (بالإنجليزية: Huambo) فيُسمَّى أخدود كولكا.
يقطن السكان المحليون كافة أنحاء وادي كولكا، بالإضافة إلى أجزاء من الأخدود، ولا زالت فيه بعض الآثار القديمة من حقبة الإنكا والحضارات التي سبقتهم، خصوصاً قرب جدرانه. كما تقع بلدة اسمها تشيفي في وسط الوادي، وهي بلدة صغيرة يقطنها حوالي 5,000 نسمة، وتجذب الكثير من السياح الذين يرتادون المنطقة.

## روابط ووصلات خارجية
- موقع وادي كولكا الإلكترونيّ الرسميّ. (بالإنجليزية)
- دليل السفر في وادي كولكا من ويكي السفر.